# 문지현
문지현(1961년 2월 8일 ~ )은 대한민국의 성우이다. KBS 17기 공채 성우로 데뷔하였다.

## 주요 출연작품

### 애니메이션
- 내 친구 아서 (EBS) - 프랜신
- 늑대기사 실반 (SBS)
- 독수리 5형제 (KBS) - 판도라 박사
- 들장미 소녀 린 (SBS) - 메어리
- 마법신화 라그나로크 (SBS) - 쥬디아
- 무지개 요정 큐티하니 (SBS)
- 바빌론 수호자 (투니버스) - 영희
- 별나라 손오공 (KBS) - 오로라 공주
- 야! 러그래츠 (EBS) - 디디(초반)
- 우리는 쌍둥이 (EBS) - 넬리
- 우주소년 아톰 (SBS) - 초롱이
- 잠의 요정 나일러스 (EBS) - 보니
- 지옥의 외인부대 (KBS) - 세희
- 캡틴 테일러 (SBS) - 샤론 소위

### 외화

#### 전담배우
- 장만옥
  - 가유희사 (SBS) - 하리옥
  - 급동기협 (SBS) - 하채
  - 동방삼협 (SBS) - 진칠
  - 신용문객잔 (KBS) - 금양옥
  - 쌍룡회 (KBS) - 바바라
  - 첨밀밀 (SBS) - 이요
  - 클린 (SBS) - 에밀리
  - 폴리스 스토리 (SBS) - 아미
    - 폴리스 스토리 2 (SBS) - 아미
    - 폴리스 스토리 3 (SBS) - 아미

#### 영화
- 개구쟁이 데니스 2 (SBS)
- 그렘린 2 (SBS) - 말라 (하빌랜드 모리스)
- 글래디에이터 (SBS) - 루시우스(스펜서 트리트 클라크)
- 길로틴 트래지디 (KBS) - 술집 아낙
- 다이 하드 (SBS) - 여자 직원(더스틴 타일러) / 루시(테일러 프라이)
- 닥터 T (KBS) - 티파니
- 데스페라도 (KBS) - 카롤리나 (셀마 헤이엑)
- 링 (SBS) - 그래스닉 박사 (제인 알렉산더)
- 마우스 헌트 (SBS) - 에이프릴 (비키 루이스)
- 마이너리티 리포트 (SBS) - 에바나 (제시카 캡쇼)
- 뮤직 오브 하트 (KBS) - 도로테아 (제인 리브스)
- 바이 바이 러브 (KBS) - 클레어 (제인 브룩)
- 베리 배드 씽 (SBS) - 로이스 (진 트리플혼)
- 비상근무 (KBS)
- 속 프로젝트 A (KBS) - 추령(유가령)
- 스플래시 (KBS) - 하객(발레리 와일드먼)
- 아메리칸 코만도 (SBS) - 크리스티나 (마리아 콘치타 알론소)
- 아문센 (KBS) - 엄마
- 아스테릭스(KBS) - 팔발라(레티시아 카스타)
- 아이를 빌려드립니다 (KBS)
- 영혼은 그대 곁에 (MBC) - 도린다 (홀리 헌터)
- 앱솔루트 파워 (SBS) - 로라 (페니 존슨 제럴드)
- 에블린 (KBS) - 펠리시티 수녀(카렌 아도프)
- 왕자와 거지 (KBS) - 엘리자베스 1세(랄라 워드)
- 워락 (KBS) - 카산드라 (로리 싱어)
- 일요일의 아이들 (KBS)
- 잠수종과 나비 (KBS) - 셀린 (엠마누엘 자이그너)
- 제리 맥과이어 (KBS) - 에브리 비솝 (켈리 프레스턴)
- 죽음의 터널 (KBS)
- 줄리아 줄리아 (SBS) - 카말라 (리디아 브로콜리노)
- 천국의 맞은편 (KBS)
- 청혼 (KBS) - 데프니 (제니퍼 에스포지토)
- 첩혈쌍웅 (KBS) - 간호사
- 최후의 전사 (KBS)
- 카프카의 심판 (SBS)
- 캘리포니아 여자 (KBS) - 크리스 (애나벨 거위치)
- 키드 (KBS) - 데어드로 (진 스마트)
- 타이타닉 타운 (SBS) - 애니 (누알라 오닐)
- 투 웡 푸 (KBS)
- 파이널 디시즌 (SBS)
- 파코와 오초 (KBS)
- 페노메논 (KBS) - 미카엘라 (엘리자베스 넌지아토) / FBI 요원(베스 케네디) / 간호사(수잔 머슨)
- 페이스 오프 (KBS) - 샤샤 (지나 거손)
- 포이즌 아이비 (SBS)
- 프리쳐스 와이프 (KBS) - 베벌리 (로레타 더바인)
- 필라델피아 익스페리먼트 2 (SBS)
- 홀리 맨 (KBS) - 간호사(로리 비베로스 헤렉)
- FBI 기동타격대 (SBS)

#### 드라마
- 로스트 시즌 2 (KBS) - 캘러웨이(지네타 아네트)
- 칠협오의 (SBS) - 유유
- ER (KBS) - 캐리 위버 (로라 이네스)
- 의천도룡기 (KBS)
- 천사들의 합창 (KBS) - 히메나  선생님, 라우라
- 자동차왕 포드 (KBS)
- 군림천하 (SBS) - 설화
- 메가레인저 (SBS) - 핑크

### 게임
- 랑그릿사 - 루시리스
- 랑그릿사 2: Der Langgrisser
- 랑그릿사 3: 전설의 시작

### 방송
- 진실게임 (SBS) - 2007년 3월 27일 출연

### 기타
- 현대엠앤소프트 네비게이션 지니
- LG홈쇼핑 성우부문 나레이션

### 수상 경력
- KBS 라디오 연기대상 여자 신인상 (1987년)